# Kneža
Kneža (in bulgaro Кнежа?) è un comune bulgaro situato nella Regione di Pleven di 16 657 abitanti (dati 2009). La sede comunale è nella località omonima

## Località
Il comune è formato dall'insieme delle seguenti località:
- Kneža (sede comunale)
- Brenica
- Enica
- Lazarovo